# François-Hubert Drouais
François-Hubert Drouais, dit Drouais le fils (né le 14 décembre 1727 à Paris, où il est mort le 21 octobre 1775) est un peintre français, spécialisé dans les portraits, dont il domine la production à la fin du règne de Louis XV.

## Biographie

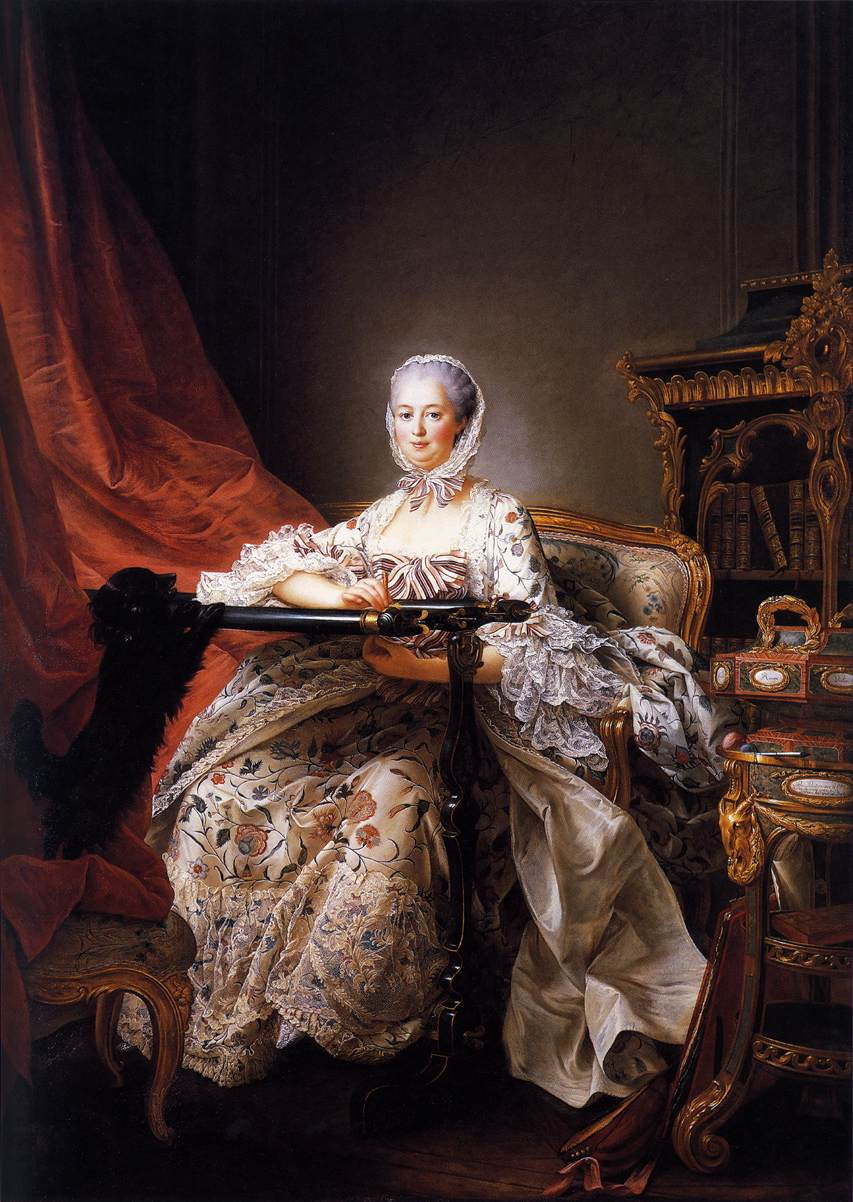
Madame de Pompadour à son métier à broder, 1763-1764, Londres, National Gallery.

Il devient successivement l'élève de son père, Hubert Drouais, de Donat Nonnotte, de Carle Van Loo, de Charles-Joseph Natoire, et de François Boucher. Reçu membre de l’Académie royale, le 25 novembre 1758, sur présentation d'un portrait de Coustou et d'un portrait de Bouchardon (aujourd'hui au Louvre) comme morceau de réception, il est rapidement appelé à Versailles.
Il devient l'un des peintres favoris de Madame de Pompadour, dont un célèbre portrait, peint en 1763-1764, est aujourd'hui conservé à la National Gallery de Londres. Et travaille ensuite pour madame du Barry. Il acquiert rapidement une grande notoriété à la cour, exécutant des portraits de la famille royale et de la noblesse (comme le Portrait de Madame de Tencin), des artistes (comme Edme Bouchardon, sculpteur, Paris, musée Carnavalet), en pied ou en buste, et portraiturant également les visiteurs de marque invités à Versailles. Se montrant peu soucieux de rendre la vérité psychologique de ses sujets, il verse volontiers dans la flatterie, en idéalisant considérablement ses modèles, tout en intégrant une originalité dans le portrait de cour, qui le détache de « la grandeur baroque de Rigaud et des mythologies allégoriques de Nattier ».

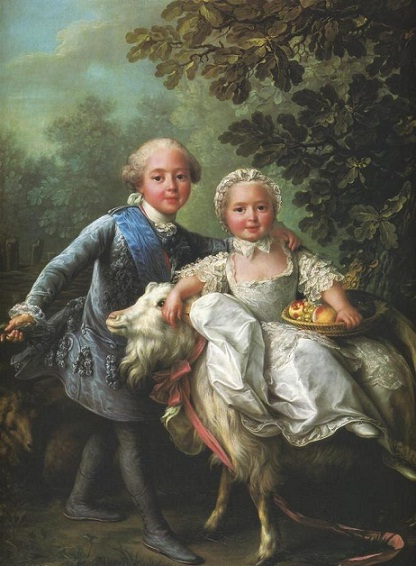
Le comte d'Artois et sa sœur, madame Clotilde, 1763, Paris, musée du Louvre.

Il se distingue dans les portraits d'enfants, dont Le comte d'Artois et sa sœur, madame Clotilde, est l'exemple le plus émouvant, mais l'on peut citer également les Enfants du duc de Bouillon déguisés en petits Savoyards, Le duc de Berry et le Comte de Provence au temps de leur enfance, Alexandrine Lenormant d'Etioles et Petite fille tenant sa poupée. Il renouvelle également la tradition des portraits familiaux (par exemple la Famille du marquis de Sourches, 1756, présenté au salon de 1759, conservé à Versailles), plaçant les modèles dans un décor subtil et vrai, à l'inverse de la théâtralité de François Boucher, et annonce ainsi les portraits sensibles d'Elisabeth Vigée-Lebrun. L'idéalisation du modèle l'amène parfois à une certaine superficialité, et une inexpressivité, alliée aux tons porcelaineux des chairs fardées un peu artificiels et exagérés, qui le rattachent ici à la génération de Nattier. Cependant, Diderot reconnaît en lui une « agréable invention », et Drouais montre un talent dans la mise en scène de détails anecdotiques, d'animaux de compagnie, et d'accessoirs qui révèlent un certain talent pour la nature morte, et le place comme la figure dominante de l'art du portrait à la fin du règne de Louis XV.
Catherine Lusurier travailla dans son atelier et son fils Jean-Germain Drouais est instruit au foyer avec sa sœur Marie-Anne par la sœur célibataire de leur mère, Marie Jeanne Doré, qui vit sous le même toit. La mort prématurée de son père, survient en 1775 alors qu'il n’a que douze ans. Peintre néo-classique, élève de David, il a reçu le Prix de Rome en 1784.

## Œuvres
- Madame Drouais, 1758, 82 × 62 cm, Musée du Louvre, Paris[5].
- Le Comte et le chevalier de Choiseul en Savoyards, 1758, huile sur toile, 139 × 107 cm, The Frick Collection, New York[6].
- La Marquise de Pompadour en manchon, 1763, huile sur toile, 63 × 53 cm, Musée des beaux-arts d'Orléans[7].
- Madame de Pompadour à son métier à broder, 1763-1764, huile sur toile, 217 × 157 cm, National Gallery, Londres[8].
- Armand-Léon de Serrent en uniforme de timbalier du Royal-Cavalerie (1769), huile sur toile, 69 × 55 cm, Musée Nissim-de-Camondo, Paris.
- La Comtesse du Barry en Flore, 1774, huile sur toile, 73 × 59 cm, Musée des beaux-arts d'Agen[9]. L'original fut exposé au salon de 1773. Cette réplique a été commandée par Me du Barry pour le duc d'Aiguillon[10].
- Portrait de la femme en bleu, Museo nazionale di Palazzo Venezia, Rome.
- Portrait de la dauphine Marie-Antoinette en Hébé, 1772, musée Condé, Chantilly

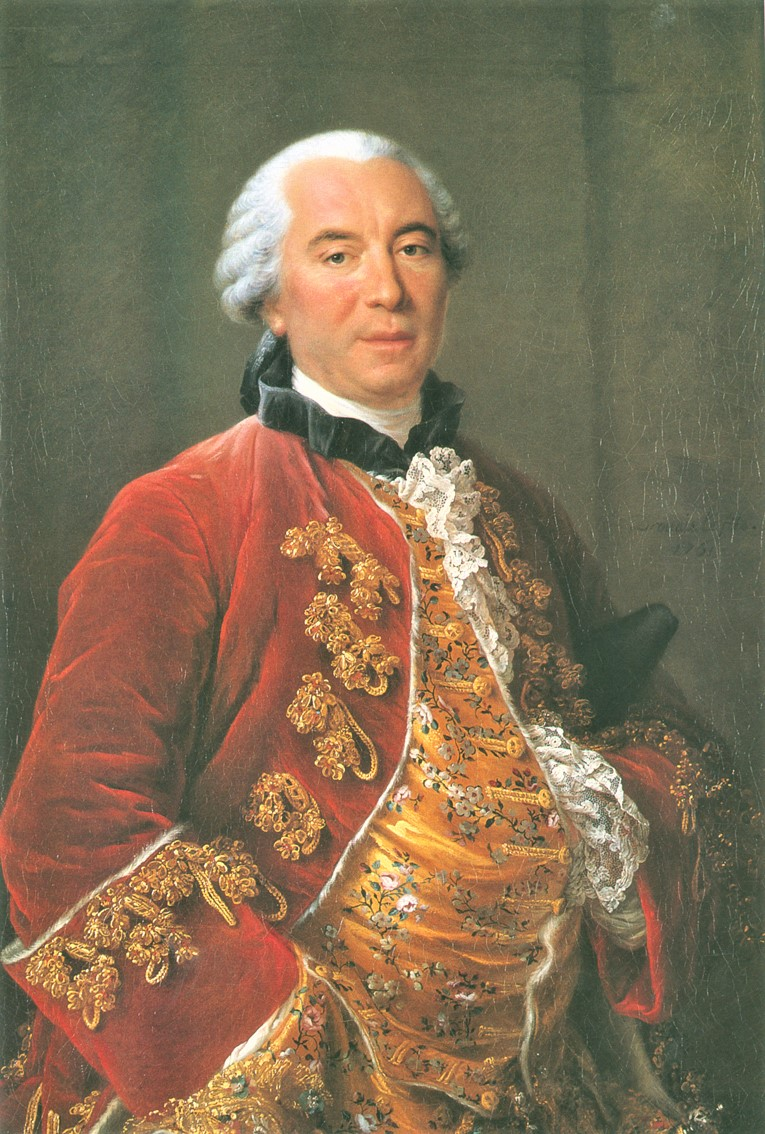
Portrait de Buffon (1707-1788).
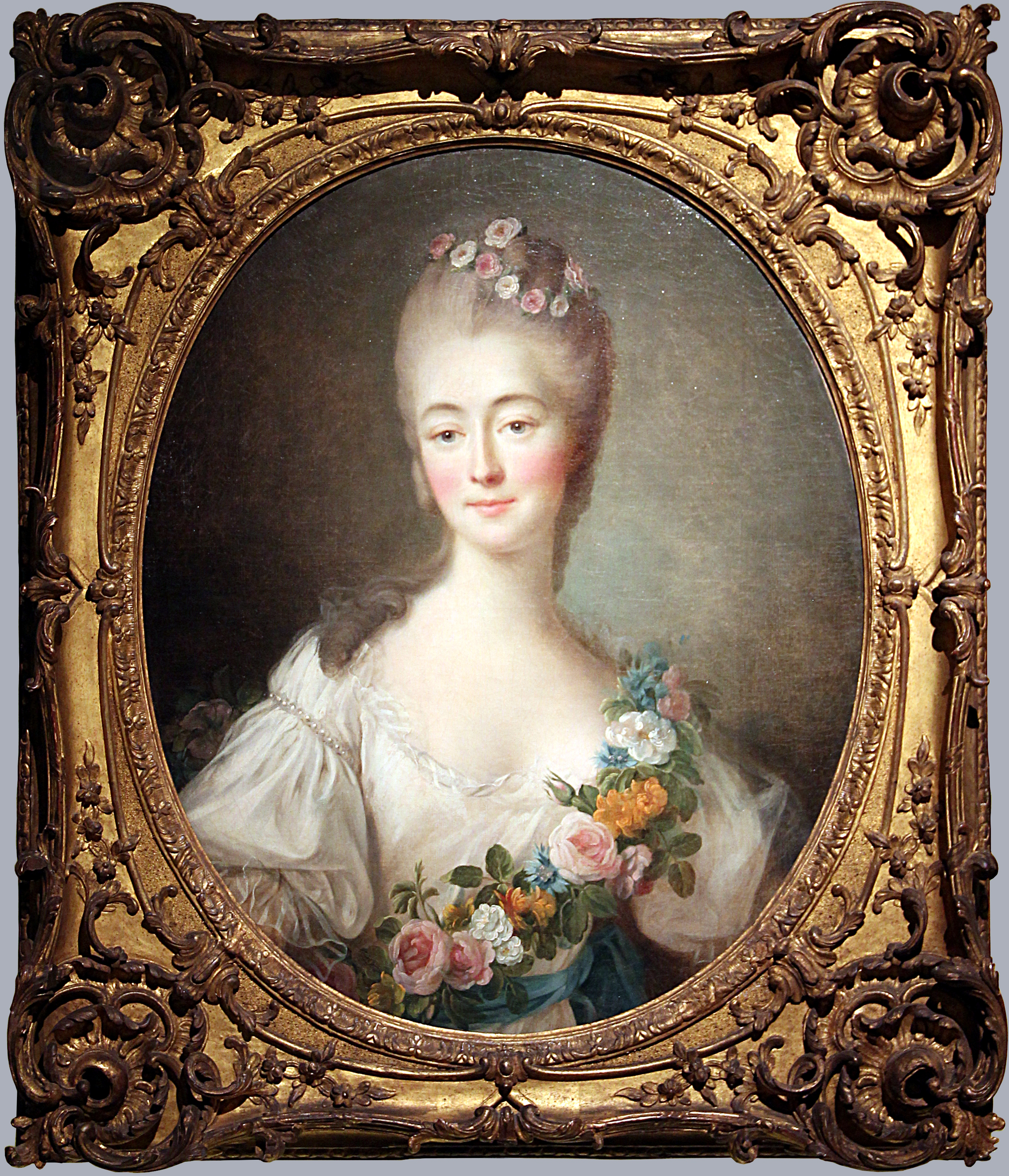
Portrait de la comtesse Du Barry en Flore.
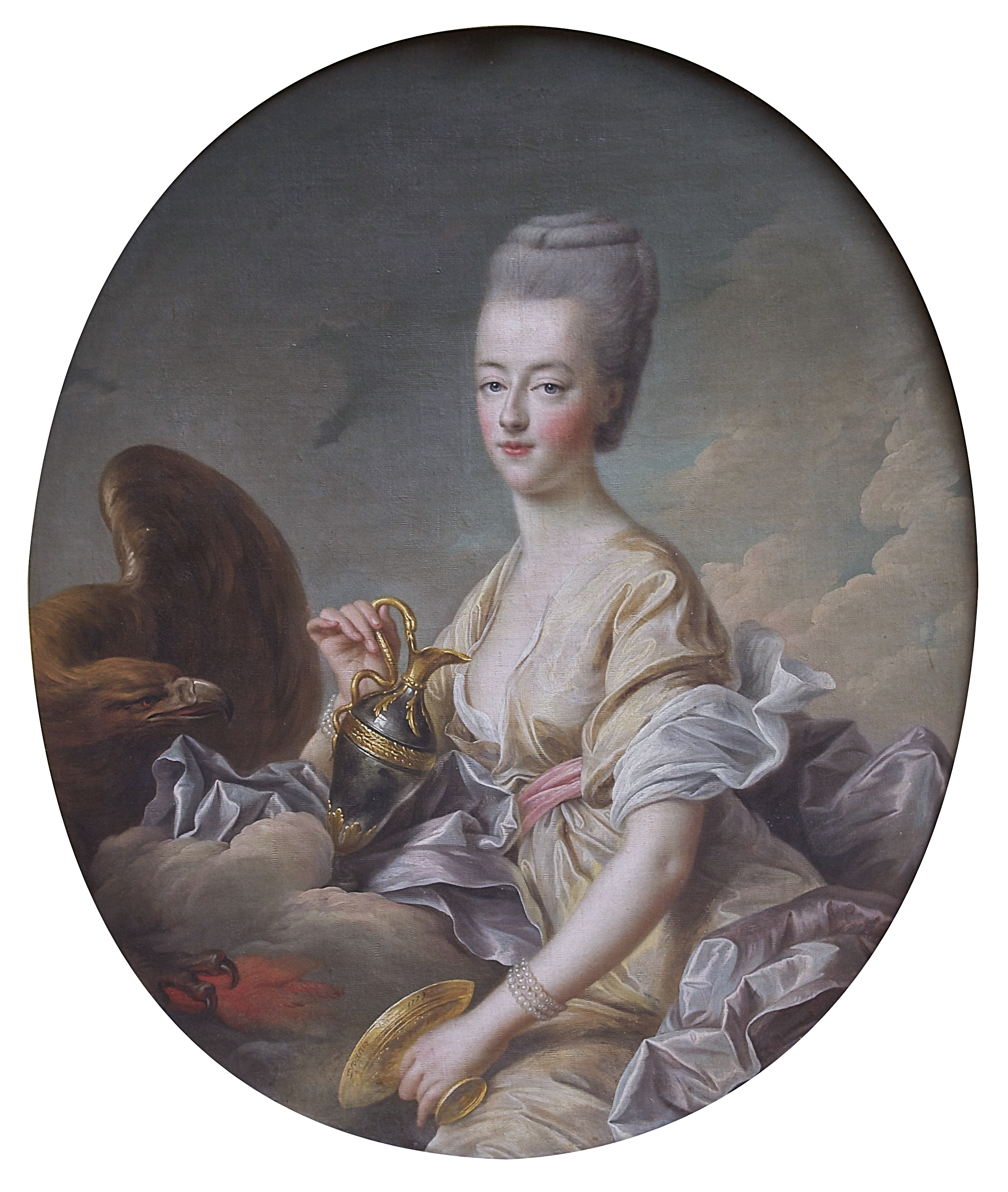
Portrait de la dauphine Marie-Antoinette en Hébé, Musée Condé.